# Rinaldo Cruzado
Paulo Rinaldo Cruzado Durand (Lima, 21 de septiembre de 1984) es un futbolista peruano que se desempeña como mediocentro. Su equipo actual es la Universidad San Martín de Porres de la Segunda División del Perú.

## Trayectoria
Nació en Lima, el 21 de septiembre de 1984. Luego de realizar una parte de formación en las divisiones menores en la Academia Tito Drago en el año 2000 pasó a Alianza Lima, que decidió foguearlo en Bella Esperanza, club que fungió de filial blanquiazul. Luego de un 2005 nefasto, fue tentado a abandonar la institución para ser prestado a otro equipo; sin embargo, ante la negativa de Gerardo Pelusso, Rinaldo permaneció en la institución, con la que consiguió el título del 2006. Posteriormente, en el 2007, fue fichado por el Grasshopper-Club Zürich de Suiza. En la segunda mitad del 2008 regresó al Perú para jugar algunos meses por Sporting Cristal. En julio del 2011 dejaría de vestir la camiseta del Juan Aurich para emigrar a Italia y firmar por el Chievo Verona.
Después de asistir a Sergio Pellissier en un tanto, anotó su primer gol con el Chievo en la primera jornada de la Serie A 2012/13 frente al Bologna. Tuvo pocas oportunidades en el conjunto de Verona y por ello, fichó hasta 2014 por el Newell's Old Boys.

### Bella Esperanza
Luego de hacer las divisiones menores en la Academia Tito Drago, Cruzado se integra a Alianza Lima; no obstante, para ganar experiencia y minutos de juego, en 2001 el club blanquiazul decide prestarlo a Bella Esperanza, que militaba en la Segunda División y que funcionaba como filial de los íntimos. Apenas con 16 años marcó su primer gol como profesional: fue el 26 de agosto en la derrota por 1-4 ante Unión Huaral.

### Alianza Lima
Tras su paso por la Segunda División, en la temporada 2002 hizo su debut oficial en primera división, y esa fue su única aparición en ese año. Con el tiempo se estableció como un jugador importante para Alianza y junto con un joven Jefferson Farfán fueron campeones de la primera división en el 2003. De nuevo en la temporada de 2004 ayudó a ganar el título nacional. Hizo su debut en la Copa Libertadores 2004 el 11 de febrero en un partido de la fase de grupos contra São Paulo F. C., que terminó en una derrota por 2-1 para Alianza. Él jugó en todos los partidos de la fase de grupos en la Copa Libertadores 2004. Sin embargo, Alianza fue eliminado en esta fase, ya que sólo logró terminar en 3ª posición. En la temporada 2005, jugó 35 partidos y marcó 1 gol, pero con la salida de jugadores clave como Jefferson Farfán y Walter Vilchez, Alianza terminó en 7º lugar en la clasificación general. Cruzado hizo más apariciones en la temporada siguiente de con Alianza en todo su tiempo allí, con 42 partidos jugados y anotó 3 goles. Ese año, en la temporada 2006, formó una alianza fuerte en el mediocampo con Marko Ciurlizza y ganó su tercer título de Liga peruana con Alianza. Cruzado jugó un papel importante en las finales que determinó a los campeones de la temporada 2006. El partido de ida fue ganado por el Cienciano 1-0 en Cuzco. En el partido de vuelta, Cruzado ayudó a Alianza convertirse en campeón al derrotar a Cienciano 3-1 en Matute, con el gol de la victoria que se anotó por su compañero de equipo Flavio Maestri.

### Grasshopper Club Zürich
En enero de 2007, dejó Alianza Lima y trasladado a equipo suizo Grasshopper Club Zürich. Hizo su debut en la Super Liga Suiza, el 10 de febrero de 2007 en un empate a objetivos menos contra FC Zürich.
Jugó la Copa intertoto de la UEFA 2008 en el cual fue campeón, aquí fue compañero del paraguayo Raúl Bobadilla.

### Sporting Cristal
En agosto de 2008, dejó Cruzado Grasshopper y se unió a Sporting Cristal para el final de la Primera División del Perú 2008 . Él ayudó a terminar la temporada de Cristal en 2º lugar en la clasificación general, clasificándolo a la Copa Libertadores 2009.

### Esteghlal FC
Cruzado jugó en el Sporting Cristal hasta enero de 2009 cuando se unió a Esteghlal FC de Irán, que es uno de los equipos de fútbol más populares en Asia. Los detalles de su traslado a este club de fútbol iraní famoso no había sido revelado hasta los últimos minutos. Se esperaba que jugar en la Liga de Campeones de la AFC 2009. Tenía una herida muy grave en su primera temporada que el mejor jugador, pocos acta para el club, pero en su segunda temporada estaba disponible para más partidos y se convirtió en uno de los jugadores regulares de partida. Dejó Irán buscan regresar a un club peruano, posiblemente Alianza Lima, en 2010.

### Club Juan Aurich
El 15 de julio de 2010 Cruzado se unió al club peruano Juan Aurich a mediados de la temporada del Campeonato Descentralizado 2010. Su decisión de regresar al Perú se debió principalmente a su deseo de ser convocado a la selección nacional por el nuevo entrenador Sergio Markarián. Cruzado hizo su debut oficial con Juan Aurich el 21 de agosto de 2010 en un partido de liga frente a José Gálvez FBC. El director Juan Reynoso pone Rinaldo en el minuto 79 para asegurar la victoria por 1-0. El siguiente partido que hizo su debut como local en el Estadio Elías Aguirre contra el Colegio Nacional de Iquitos, que jugó todo el partido ya que terminó en empate 1-1. Cruzado rápidamente se ganó un puesto de titular en el centro del campo y logró jugar en todos menos en uno de los partidos restantes de la temporada 2010. Él jugó a su último partido de la temporada en Chiclayo ante el Cienciano del Cuzco. Él recibió una tarjeta roja en el minuto 73 al igual que su compañero de equipo Juan Carlos La Rosa en el minuto 46, y, finalmente, el partido terminó en una victoria de 2-3 para Cienciano. Juan Aurich terminó la temporada en el 6º lugar en la tabla general.
Cruzado debutó en el Campeonato Descentralizado 2011 en la fecha 2 en Chiclayo ante Unión Comercio. En este partido Rinaldo anotó su primer gol oficial para el ciclón del norte a los 73 minutos, lo que ayudó a su equipo ganar 3-2 al Unión Comercio. Lejos de los campeones defensores Universidad San Martín, Cruzado ganó un penal que fue convertido por su compañero de equipo Luis Tejada para rescatar un empate 1-1 en tercera fecha. Rinaldo anotó el gol de la victoria desde fuera del área con un potente zurdazo en la victoria por 2-0 ante León de Huánuco, el subcampeón de la liga la temporada anterior. Cruzado luego ayudó a su club ganar tres puntos importantes en la paliza 5-0 a Sport Boys al anotar el tercer gol de la noche. Como titular habitual continuó ayudando al ciclón del norte hacia el título de la temporada. En la fecha 9 se enfrentó Alianza Lima que era uno de sus competidores directos hacia el título, Cruzado ayudó a derrotar a su exequipo 2-0 y dos partidos más tarde el ciclón ganó otros tres valiosos puntos con una victoria en casa por 2-1 ante su ex club que Sporting Cristal. Cruzado marcó su último gol con Juan Aurich en la fecha 12 en la derrota por 2-1 frente a Cienciano. Su última aparición en la Chiclayo sede del club fue en la fecha 15 ante el Universidad César Vallejo, que interpretó el partido completo y terminado en una victoria de 2-0 para su equipo. En esta etapa de la temporada Juan Aurich ocupó el tercer lugar detrás de Alianza Lima y Cienciano. Juan Aurich eventualmente pasaría a ganar el título de la temporada por primera vez en la historia del club. Cruzado fue convocado para participar en la Copa América, y durante este tiempo el periodista Daniel Peredo anunció por primera vez la noticia de que Cruzado se uniría el club italiano Chievo Verona después del torneo de verano.

### A. C. Chievo Verona
El 5 de agosto de 2011 Cruzado dejó el Juan Aurich y se trasladado a la Serie A al ser fichado por el Chievo Verona para el inicio de la temporada 2011-2012. Firmó un contrato de tres años y optó por llevar la camisa número ocho según lo informado por el sitio web oficial del Chievo. El 13 de agosto de 2011 se hizo su debut con el Chievo Verona, en un partido amistoso de verano contra el Novara, donde terminaron perdiendo por 2-0. Cruzado luego jugó su segundo partido el 27 de agosto de 2011 en un partido amistoso contra el Inter de Milán en Monza, entró al partido en el inicio de la segunda mitad reemplazando al capitán del club Sergio Pellissier cuando el marcador aún estaba 0-0. Al final, Cruzado ayudado al Chievo Verona derrota 3-2 al Inter. Cruzado hizo su debut en la Serie A el 11 de septiembre de 2011 de local en el Estadio Marcantonio Bentegodi contra Novara por la segunda ronda (la primera ronda fue suspendida) de la temporada 2011-2012. Entró al partido en el minuto 66 sustituyendo a Paolo Sammarco y, finalmente, el partido terminó en empate 2-2. Cruzado hizo su debut el 11 de enero de 2012 en la ronda 16 frente al Udinese por la Copa Italia. Ayudó a su equipo llegar a los cuartos de final al derrotar a Udinese 1-2.
Después de asistir a Sergio Pellissier en un tanto, anotó su primer gol con el Chievo en la primera jornada de la Serie A 2012/13 frente al Bologna. Al tener pocas oportunidades, Cruzado rescindió su contrato con el Chievo Verona.

### Newell's Old Boys
En febrero del 2013 Rinaldo Cruzado firmó por Newell's Old Boys de Rosario hasta el 2014. Tras una semana sin concretar el pase por inconvenientes con el Chievo Verona, Cruzado llega a Rosario para jugar el torneo argentino y también la Copa Libertadores. Pese a que Chievo le debía una cantidad considerable de dinero, ‘Ri’ decidió llegar a Sudamérica para tener la continuidad que en Italia le negaron. Rinaldo Cruzado fue un pedido especial del técnico del club Tata Martino.
Rinaldo Cruzado, ex-Chievo, ya entrenó con el Newell's Old Boys de Argentina. El volante llegó este martes y enseguida comenzó con los trabajos que el comando técnico, liderado por Gerardo Martino. Tras su llegada a la ciudad de Rosario, el peruano se unió al grupo de la reserva, ya que el primer equipo se desplazó hasta tierras venezolanas para el partido de la Copa Libertadores ante Deportivo Lara.
En su debut ante en el torneo argentino ante Estudiantes de La Plata, el 9 de marzo de 2013, anotó un tanto que contribuyó a la victoria de su equipo por 4-2. El volante peruano comenzó con pie derecho su travesía por el fútbol argentino. ‘Ri’ no marcaba desde agosto del 2012.
El 12 de marzo hizo su debut en la Copa Libertadores 2013 con la camiseta del Newell's Old Boys derrotando de visita por 2-0 a la Universidad de Chile, el peruano jugó hasta los 76 minutos.

### Nacional
En 2014 es fichado por Nacional de Uruguay para disputar el Campeonato Uruguayo y la Copa Libertadores 2014.
Jugó muy pocos partidos con el Nacional, el 19 de abril marco su primer gol ante Cerro Largo donde el partido terminó 3-0 a favor de Nacional, después perdió continuidad y nivel de juego debido a que no le daban oportunidades. En el club uruguayo su desempeño fue menor al esperado

### Universidad César Vallejo
En el 2015 firma por el César Vallejo luego de no haber tenido muchas oportunidades en el Nacional de Uruguay. En el 2016 jugó la Copa Libertadores 2016 con el Universidad César Vallejo enfrentando al Sao Paulo jugando el partido de vuelta. Finalmente descendió de categoría con el elenco trujillano.

### Alianza Lima
Regresa a Alianza Lima para la temporada 2017 donde campeona con el cuadro victoriano. En enero de 2018 firma por dos temporadas más con Alianza Lima. Luego de una pésima temporada, siendo muy criticado junto a Leao Butrón porque ambos no tuvieron voz de liderazgo en el equipo pese a ser los más experimentados del plantel ese año. Dejó el 31 de diciembre del 2020

## Selección nacional
Ha sido internacional con la Selección de fútbol de Perú en 41 ocasiones. Marcó su único gol con el combinado nacional el 2 de septiembre de 2011 en un amistoso ante Bolivia que culminó 2-2.
| \| PJ \| Fecha \| Ciudad \| Oponente \| Resultado \| Competición \| Goles \| \| --- \| ---------- \| --------------- \| ----------------- \| --------- \| -------------------------- \| ----- \| \| 1. \| 27-08-2003 \| Lima \| Guatemala \| 0–0 \| Amistoso \| 0 \| \| 2. \| 10-05-2006 \| Puerto España \| Trinidad y Tobago \| 1–1 \| Amistoso \| 0 \| \| 3. \| 16-08-2006 \| Lima \| Panamá \| 0–2 \| Amistoso \| 0 \| \| 4. \| 06-09-2006 \| East Rutherford \| Ecuador \| 1–1 \| Amistoso \| 0 \| \| 5. \| 07-10-2006 \| Viña del Mar \| Chile \| 2–3 \| Copa del Pacífico 2006 \| 0 \| \| 6. \| 11-10-2006 \| Tacna \| Chile \| 0–1 \| Copa del Pacífico 2006 \| 0 \| \| 7. \| 15-11-2006 \| Kingston \| Jamaica \| 1–1 \| Amistoso \| 0 \| \| 8. \| 19-11-2006 \| Panamá \| Panamá \| 2–1 \| Amistoso \| 0 \| \| 9. \| 31-05-2008 \| Huelva \| España \| 1–2 \| Amistoso \| 0 \| \| 10. \| 08-06-2008 \| Chicago \| México \| 0–4 \| Amistoso \| 0 \| \| 11. \| 17-06-2008 \| Montevideo \| Uruguay \| 0–6 \| Eliminatorias Mundial 2010 \| 0 \| \| 12. \| 17-11-2010 \| Bogotá \| Colombia \| 1–1 \| Amistoso \| 0 \| \| 13. \| 08-02-2011 \| Moquegua \| Panamá \| 1–0 \| Amistoso \| 0 \| \| 14. \| 29-03-2011 \| La Haya \| Ecuador \| 0–0 \| Amistoso \| 0 \| \| 15. \| 01-06-2011 \| Niigata \| Japón \| 0–0 \| Copa Kirin \| 0 \| \| 16. \| 04-06-2011 \| Nagano \| República Checa \| 0–0 \| Copa Kirin \| 0 \| \| 17. \| 04-07-2011 \| San Juan \| Uruguay \| 1–1 \| Copa América 2011 \| 0 \| \| 18. \| 08-07-2011 \| Mendoza \| México \| 1–0 \| Copa América 2011 \| 0 \| \| 19. \| 16-07-2011 \| Córdoba \| Colombia \| 2–0 \| Copa América 2011 \| 0 \| \| 20. \| 19-07-2011 \| La Plata \| Uruguay \| 0–2 \| Copa América 2011 \| 0 \| \| 21. \| 23-07-2011 \| La Plata \| Venezuela \| 4–1 \| Copa América 2011 \| 0 \| \| 22. \| 02-09-2011 \| Lima \| Bolivia \| 2–2 \| Amistoso \| 1 \| \| 23. \| 07-10-2011 \| Lima \| Paraguay \| 2–0 \| Eliminatorias Mundial 2014 \| 0 \| \| 24. \| 11-10-2011 \| Santiago \| Chile \| 2–4 \| Eliminatorias Mundial 2014 \| 0 \| \| 25. \| 29-02-2012 \| Túnez \| Túnez \| 1–1 \| Amistoso \| 0 \| \| 26. \| 03-06-2012 \| Lima \| Colombia \| 0–1 \| Eliminatorias Mundial 2014 \| 0 \| \| 27. \| 10-06-2012 \| Montevideo \| Uruguay \| 2–4 \| Eliminatorias Mundial 2014 \| 0 \| \| 28. \| 15-08-2012 \| San José \| Costa Rica \| 1–0 \| Amistoso \| 0 \| \| 29. \| 07-09-2012 \| Lima \| Venezuela \| 2–1 \| Eliminatorias Mundial 2014 \| 0 \| \| 30. \| 11-09-2012 \| Lima \| Argentina \| 1–1 \| Eliminatorias Mundial 2014 \| 0 \| |            |                 |                   |           |                            |       |
| PJ | Fecha      | Ciudad          | Oponente          | Resultado | Competición                | Goles |
| 1. | 27-08-2003 | Lima            | Guatemala         | 0–0       | Amistoso                   | 0     |
| 2. | 10-05-2006 | Puerto España   | Trinidad y Tobago | 1–1       | Amistoso                   | 0     |
| 3. | 16-08-2006 | Lima            | Panamá            | 0–2       | Amistoso                   | 0     |
| 4. | 06-09-2006 | East Rutherford | Ecuador           | 1–1       | Amistoso                   | 0     |
| 5. | 07-10-2006 | Viña del Mar    | Chile             | 2–3       | Copa del Pacífico 2006     | 0     |
| 6. | 11-10-2006 | Tacna           | Chile             | 0–1       | Copa del Pacífico 2006     | 0     |
| 7. | 15-11-2006 | Kingston        | Jamaica           | 1–1       | Amistoso                   | 0     |
| 8. | 19-11-2006 | Panamá          | Panamá            | 2–1       | Amistoso                   | 0     |
| 9. | 31-05-2008 | Huelva          | España            | 1–2       | Amistoso                   | 0     |
| 10. | 08-06-2008 | Chicago         | México            | 0–4       | Amistoso                   | 0     |
| 11. | 17-06-2008 | Montevideo      | Uruguay           | 0–6       | Eliminatorias Mundial 2010 | 0     |
| 12. | 17-11-2010 | Bogotá          | Colombia          | 1–1       | Amistoso                   | 0     |
| 13. | 08-02-2011 | Moquegua        | Panamá            | 1–0       | Amistoso                   | 0     |
| 14. | 29-03-2011 | La Haya         | Ecuador           | 0–0       | Amistoso                   | 0     |
| 15. | 01-06-2011 | Niigata         | Japón             | 0–0       | Copa Kirin                 | 0     |
| 16. | 04-06-2011 | Nagano          | República Checa   | 0–0       | Copa Kirin                 | 0     |
| 17. | 04-07-2011 | San Juan        | Uruguay           | 1–1       | Copa América 2011          | 0     |
| 18. | 08-07-2011 | Mendoza         | México            | 1–0       | Copa América 2011          | 0     |
| 19. | 16-07-2011 | Córdoba         | Colombia          | 2–0       | Copa América 2011          | 0     |
| 20. | 19-07-2011 | La Plata        | Uruguay           | 0–2       | Copa América 2011          | 0     |
| 21. | 23-07-2011 | La Plata        | Venezuela         | 4–1       | Copa América 2011          | 0     |
| 22. | 02-09-2011 | Lima            | Bolivia           | 2–2       | Amistoso                   | 1     |
| 23. | 07-10-2011 | Lima            | Paraguay          | 2–0       | Eliminatorias Mundial 2014 | 0     |
| 24. | 11-10-2011 | Santiago        | Chile             | 2–4       | Eliminatorias Mundial 2014 | 0     |
| 25. | 29-02-2012 | Túnez           | Túnez             | 1–1       | Amistoso                   | 0     |
| 26. | 03-06-2012 | Lima            | Colombia          | 0–1       | Eliminatorias Mundial 2014 | 0     |
| 27. | 10-06-2012 | Montevideo      | Uruguay           | 2–4       | Eliminatorias Mundial 2014 | 0     |
| 28. | 15-08-2012 | San José        | Costa Rica        | 1–0       | Amistoso                   | 0     |
| 29. | 07-09-2012 | Lima            | Venezuela         | 2–1       | Eliminatorias Mundial 2014 | 0     |
| 30. | 11-09-2012 | Lima            | Argentina         | 1–1       | Eliminatorias Mundial 2014 | 0     |

### Participaciones en Copa América
| Copa América      | Sede      | Resultado     | Partidos | Goles |
| ----------------- | --------- | ------------- | -------- | ----- |
| Copa América 2011 | Argentina | Tercer puesto | 5        | 0     |

### Participaciones en Eliminatorias
| Eliminatorias                    | Selección | Resultado          | Partidos | Goles |
| -------------------------------- | --------- | ------------------ | -------- | ----- |
| Eliminatorias Sudamericanas 2010 | Perú      | 10º (No clasificó) | 1        | 0     |
| Eliminatorias Sudamericanas 2014 | Perú      | 7º (No clasificó)  | 10       | 0     |

## Estadísticas

### Clubes
| Club | Div.          | Temporada     | Liga  | Liga  | Liga   | Copas nacionales(1) | Copas nacionales(1) | Copas nacionales(1) | Torneos internacionales(2) | Torneos internacionales(2) | Torneos internacionales(2) | Total | Total | Total  | Media goleadora(3) |
| Club | Div.          | Temporada     | Part. | Goles | Asist. | Part.               | Goles               | Asist.              | Part.                      | Goles                      | Asist.                     | Part. | Goles | Asist. | Media goleadora(3) |
| --- | ------------- | ------------- | ----- | ----- | ------ | ------------------- | ------------------- | ------------------- | -------------------------- | -------------------------- | -------------------------- | ----- | ----- | ------ | ------------------ |
| Alianza Lima · Perú | 1.ª           | 2002          | 1     | 0     | 0      | —                   | —                   | —                   | —                          | —                          | —                          | 1     | 0     | 0      | 0,00               |
| Alianza Lima · Perú | 1.ª           | 2003          | 12    | 0     | 1      | —                   | —                   | —                   | 3                          | 0                          | 0                          | 15    | 0     | 1      | 0,34               |
| Alianza Lima · Perú | 1.ª           | 2004          | 35    | 1     | 2      | —                   | —                   | —                   | 6                          | 0                          | 0                          | 41    | 1     | 2      | 0,06               |
| Alianza Lima · Perú | 1.ª           | 2005          | 42    | 3     | 3      | —                   | —                   | —                   | —                          | —                          | —                          | 42    | 3     | 3      | 0,14               |
| Alianza Lima · Perú | 1.ª           | 2006          | 19    | 1     | 2      | —                   | —                   | —                   | —                          | —                          | —                          | 19    | 1     | 2      | 0,06               |
| Grasshoppers · Suiza | 1.ª           | 2006-07       | 5     | 0     | 1      | 1                   | 0                   | 0                   | —                          | —                          | —                          | 6     | 0     | 1      | 0,09               |
| Grasshoppers · Suiza | 1.ª           | 2007-08       | 27    | 2     | 3      | 3                   | 0                   | 2                   | 2                          | 0                          | 1                          | 32    | 2     | 6      | 0,26               |
| Grasshoppers · Suiza | Total club    | Total club    | 32    | 2     | 4      | 4                   | 0                   | 2                   | 2                          | 0                          | 1                          | 38    | 2     | 7      | 0,17               |
| Sporting Cristal · Perú | 1.ª           | 2008          | 12    | 0     | 0      | —                   | —                   | —                   | —                          | —                          | —                          | 12    | 0     | 0      | 0,09               |
| Sporting Cristal · Perú | Total club    | Total club    | 12    | 0     | 0      | 0                   | 0                   | 0                   | 0                          | 0                          | 0                          | 12    | 0     | 0      | 0,17               |
| Esteghlal Irán | 1.ª           | 2009          | 18    | 1     | 1      | 1                   | 1                   | 3                   | 1                          | 0                          | 0                          | 22    | 2     | 4      | 0,09               |
| Esteghlal Irán | Total club    | Total club    | 18    | 1     | 1      | 1                   | 1                   | 3                   | 1                          | 0                          | 0                          | 22    | 2     | 4      | 0,17               |
| Juan Aurich · Perú | 1.ª           | 2010          | 15    | 0     | 1      | —                   | —                   | —                   | —                          | —                          | —                          | 15    | 0     | 1      | 0,12               |
| Juan Aurich · Perú | 1.ª           | 2011          | 13    | 4     | 1      | —                   | —                   | —                   | —                          | —                          | —                          | 13    | 4     | 1      | 0,10               |
| Juan Aurich · Perú | Total club    | Total club    | 28    | 4     | 2      | 0                   | 0                   | 0                   | 0                          | 0                          | 0                          | 28    | 4     | 2      | 0,11               |
| Chievo Verona · Italia | 1.ª           | 2011-12       | 20    | 0     | 2      | 2                   | 0                   | 0                   | —                          | —                          | —                          | 22    | 0     | 2      | 0,31               |
| Chievo Verona · Italia | 1.ª           | 2012-13       | 5     | 1     | 1      | 1                   | 0                   | 1                   | 2                          | 0                          | 0                          | 8     | 1     | 2      | 0,21               |
| Chievo Verona · Italia | Total club    | Total club    | 25    | 1     | 3      | 3                   | 0                   | 1                   | 2                          | 0                          | 0                          | 30    | 1     | 4      | 0,26               |
| Newell's Old Boys Argentina | 1.ª           | 2012-13       | 10    | 2     | 1      | 2                   | 1                   | 0                   | 7                          | 0                          | 1                          | 19    | 3     | 2      | 0,31               |
| Newell's Old Boys Argentina | 1.ª           | 2013-14       | 9     | 1     | 0      | 3                   | 0                   | 0                   | —                          | —                          | —                          | 12    | 1     | 0      | 0,21               |
| Newell's Old Boys Argentina | Total club    | Total club    | 19    | 3     | 1      | 5                   | 1                   | 0                   | 7                          | 0                          | 1                          | 31    | 4     | 2      | 0,26               |
| Nacional · Uruguay | 1.ª           | 2014          | 12    | 1     | 3      | —                   | —                   | —                   | 5                          | 0                          | 0                          | 17    | 1     | 3      | 0,07               |
| Nacional · Uruguay | Total club    | Total club    | 12    | 1     | 3      | 0                   | 0                   | 0                   | 5                          | 0                          | 0                          | 17    | 1     | 3      | 0,26               |
| Universidad César Vallejo · Perú | 1.ª           | 2015          | 30    | 3     | 9      | 11                  | 3                   | 0                   | —                          | —                          | —                          | 41    | 6     | 9      | 0,31               |
| Universidad César Vallejo · Perú | 1.ª           | 2016          | 11    | 4     | 1      | —                   | —                   | —                   | —                          | —                          | —                          | 11    | 4     | 1      | 0,21               |
| Universidad César Vallejo · Perú | Total club    | Total club    | 41    | 7     | 10     | 11                  | 3                   | 0                   | 0                          | 0                          | 0                          | 52    | 10    | 10     | 0,26               |
| Alianza Lima · Perú | 1.ª           | 2017          | 34    | 3     | 4      | —                   | —                   | —                   | 1                          | 0                          | 0                          | 35    | 3     | 4      | 0,44               |
| Alianza Lima · Perú | 1.ª           | 2018          | 39    | 5     | 4      | —                   | —                   | —                   | 6                          | 1                          | 0                          | 45    | 6     | 4      | 0,04               |
| Alianza Lima · Perú | 1.ª           | 2019          | 29    | 1     | 4      | 1                   | 0                   | 0                   | 3                          | 0                          | 0                          | 33    | 1     | 4      | 0,04               |
| Alianza Lima · Perú | 1.ª           | 2020          | 12    | 0     | 0      | —                   | —                   | —                   | 4                          | 0                          | 0                          | 16    | 0     | 0      | 0,21               |
| Alianza Lima · Perú | Total club    | Total club    | 223   | 14    | 20     | 1                   | 0                   | 0                   | 23                         | 1                          | 0                          | 247   | 15    | 20     | 0,20               |
| Alianza Atlético · Perú | 1.ª           | 2021          | 19    | 1     | 3      | 1                   | 0                   | 0                   | —                          | —                          | —                          | 20    | 1     | 3      | 0,16               |
| Alianza Atlético · Perú | Total club    | Total club    | 19    | 1     | 3      | 1                   | 0                   | 0                   | 0                          | 0                          | 0                          | 20    | 1     | 3      | 0,26               |
| Universidad San Martín · Perú | 2.ª           | 2023          | 16    | 1     | 1      | —                   | —                   | —                   | —                          | —                          | —                          | 16    | 1     | 1      | 0,31               |
| Universidad San Martín · Perú | Total club    | Total club    | 16    | 1     | 1      | 0                   | 0                   | 0                   | 0                          | 0                          | 0                          | 16    | 1     | 1      | 0,26               |
| Total carrera | Total carrera | Total carrera | 445   | 38    | 50     | 26                  | 5                   | 6                   | 40                         | 1                          | 2                          | 511   | 44    | 58     | 0,18               |
| (1) Las copas nacionales se refiere a la Copa de Suiza, Copa de Irán, Copa de Italia, Copa Argentina, Supercopa Argentina, Torneo del Inca y Copa Bicentenario. (2) Las copas internacionales se refiere a la Copa Libertadores, Liga de Campeones, Liga Europea y Copa Sudamericana. (3) No incluye datos de partidos amistosos ni categorías inferiores. |               |               |       |       |        |                     |                     |                     |                            |                            |                            |       |       |        |                    |

## Palmarés

### Campeonatos nacionales
| Título              | Club              | País      | Año     |
| ------------------- | ----------------- | --------- | ------- |
| Liga 1              | Alianza Lima      | Perú      | 2003    |
| Liga 1              | Alianza Lima      | Perú      | 2004    |
| Liga 1              | Alianza Lima      | Perú      | 2006    |
| Iran Pro League     | Esteghlal Teherán | Irán      | 2009    |
| Liga 1              | Juan Aurich       | Perú      | 2011    |
| Primera División    | Newell's Old Boys | Argentina | 2013    |
| Campeonato Uruguayo | Nacional          | Uruguay   | 2014-15 |
| Liga 1              | Alianza Lima      | Perú      | 2017    |

### Torneos cortos
| Título          | Club          | País    | Año  |
| --------------- | ------------- | ------- | ---- |
| Torneo Clausura | Alianza Lima  | Perú    | 2003 |
| Torneo Apertura | Alianza Lima  | Perú    | 2004 |
| Torneo Apertura | Alianza Lima  | Perú    | 2006 |
| Torneo Apertura | Nacional      | Uruguay | 2014 |
| Torneo del Inca | César Vallejo | Perú    | 2015 |
| Torneo Apertura | Alianza Lima  | Perú    | 2017 |
| Torneo Clausura | Alianza Lima  | Perú    | 2017 |
| Torneo Clausura | Alianza Lima  | Perú    | 2019 |

### Distinciones individuales
| Distinción                                                                                  | Año  |
| ------------------------------------------------------------------------------------------- | ---- |
| Máximo asistidor del Campeonato Descentralizado                                             | 2015 |
| Preseleccionado como volante en el mejor once del Campeonato Descentralizado según la SAFAP | 2018 |